# 美食大三通
《美食大三通》是台灣三立都會製播之行腳節目，為每週一至五製播的（愛玩客全系列）節目，於2002年9月開播，前身為《世界地理雜誌》系列（包含在中國的故事、美食大三通、冒險王、台灣全記錄、世界那麼大等節目），但為提供觀眾更豐富更多元的旅遊資訊，故於2011年9月26日整併播出，首播時間為每週一至四晚間10時至11時（台灣時間）。播出時間為每星期二晚上10時至11時（台灣時間）。節目開播時的主持人為當時名作家苦苓，後因婚變事件而於2003年退出，由曾國城接棒。2007年12月25日起，曾國城在中天娛樂台主持的新節目《無間道不道》與本節目同時段打對台，因此交出主持棒，由詹姆士和夏于喬接棒。後於2011年9月20日最後一集播出後停播，並由性質相似的節目《愛玩客》取代。

## 內容
- 節目口號為「邊吃邊玩，邊玩邊吃」，開頭會由曾國城口白，用類似打油詩的押韻俏皮話介紹該集的內容。
- 節目內容由主持人走訪世界各地，體驗當地生活，品嘗介紹當地美食。偶爾也會親自下廚，介紹當地人台灣的美食，以達成用美食交流的任務。
- 曾經代班的主持人包括杜詩梅、詹姆士、何戎、曾之喬、夏于喬。

## 外部連結
- 美食大三通的Facebook專頁